# تيم موني
تيم موني (بالإنجليزية: Tim Mooney)‏ هو منتج أسطوانات أمريكي، ولد في 6 أكتوبر 1958 في لاس فيغاس في الولايات المتحدة، وتوفي في 13 يونيو 2012 في نيفادا سيتي في الولايات المتحدة.

## وصلات خارجية
- تيم موني على موقع ميوزك برينز (الإنجليزية)
- تيم موني على موقع ديسكوغز (الإنجليزية)